# Ronnie Hillman
Ronnie Hillman (Long Beach, California; 14 de septiembre de 1991 - Atlanta, Georgia; 21 de diciembre de 2022) fue un jugador de fútbol americano de Estados Unidos que jugó en la posición de running back por seis temporadas en la NFL con cuatro equipos y ganó el Super Bowl 50.

## Biografía

### Primeros años
En La Habra High School, en Compton, California, aparte de fútbol americano también practicó baloncesto y atletismo. En 2007 fue el jugador ofensivo de su división que ayudó a su equipo a ser campeón divisional. En su último año, 2009, acumuló 2104 yardas totales y 27 touchdowns totales, 14 de ellos terrestres, y ganó el MVP de su liga.

### Universidad

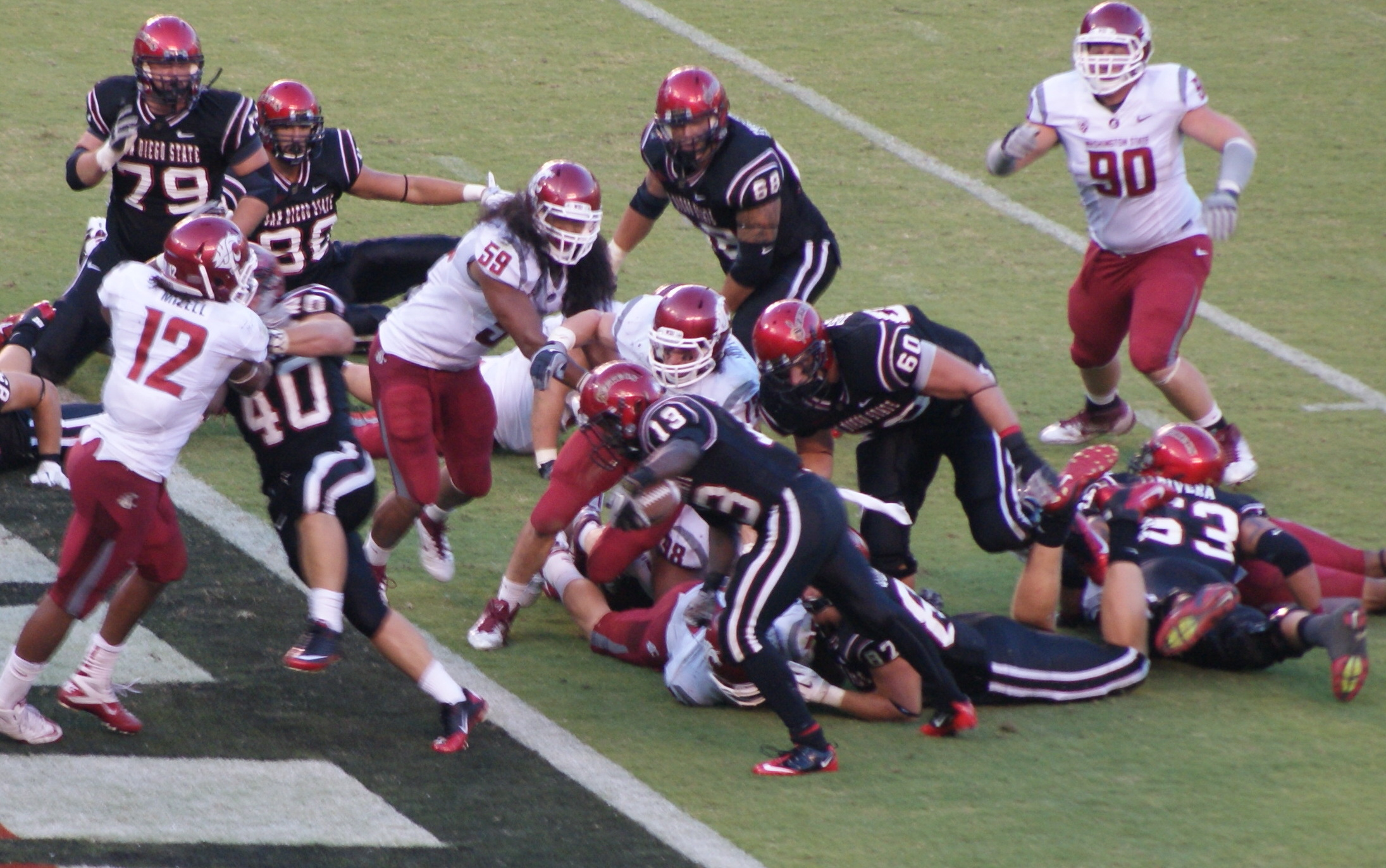
Touchdown de 1 yarda de Hillman en 2011.

Jugó para los San Diego State Aztecs, y en su primera temporada obtuvo 1532 yardas y 17 touchdowns terrestres. El 18 de septiembre de 2010 consiguió 228 yardas por tierra ante Missouri en su tercer partido como unversitario. Al año siguiente corrió 1478 yardas con quince touchdowns en temporada regular. Fue el cuarto jugador en promedio de yardas terrestres por acarreo en la NCAA Football Bowl Subdivision con 5.5. Terminó en sexto lugar en yardas totales. Corrió al menos 100 yardas en ocho de doce partidos en 2011. El 17 de septiembre de 2011 los San Diego State Aztecs se enfrentaron al invicto Washington State Cougars en Qualcomm Stadium. Hillman logró cuatro touchdown terrestres y llevó a los Aztecs a la victoria por 42-24 y su primer inicio 3-0 en 30 años. El 2 de octubre de 2011 hizo la marca de la temporada en yardas, con 224, ante Wyoming Cowboys con dos touchdowns, incluyendo uno de 99 yardas. El 4 de enero de 2012 anunció su ingreso al Draft de la NFL de 2012.

### Profesional
Fue elegido en la tercera ronda y 67 global por los Denver Broncos con un contrato de cuatro temporadas. En la semana once, ante Carolina Panthers Hillman, anotó el primer touchdown de su carrera en un acarreo de cinco yardas.
Hillman fue suplente ante Baltimore Ravens en el primer partido de 2013, donde logró cuatro acarreos para 15 yardas y dos recepciones para 27 yardas. El 23 de septiembre anotó un touchdown terrestre ante los Oakland Raiders. El 20 de octubre ante los Indianapolis Colts, los Broncos perdían por 9 y estaban en la yarda 2 de los Colts con la necesidad de un touchdown para seguir en el juego. Hillman perdió el balón, y los Colts lo recuperaron. Los Broncos llegaron al Super Bowl XLVIII, donde perdieron por 8-43 ante los Seattle Seahawks. Hillman no jugó el Super Bowl.
Luego de que su compañero de equipo Montee Ball se lesionara la rodilla, Hillman pasó a ser titular. En su primer partido como titular, Hillman logró 100 yardas por tierra en la victoria por 31-17 ante los New York Jets. En la victoria por 42-17 de visita ante los San Francisco 49ers consiguió 74 yardas y dos touchdowns (de 37 y 1 yarda respectivamente).
El año 2015 fue el más productivo para Hillman en su carrera; corrió para 863 yardas y 7 touchdowns. En la semana 4 ante los Minnesota Vikings Hillman logró un touchdown de 72 yardas, el más largo de la temporada 2015 en la NFL hasta entonces. Los Broncos terminaron la temporada con marca de 12-4 y fueron #1 en la AFC. Los Broncos vencieron a Pittsburgh Steelers en la Ronda Divisional y a los New England Patriots en el campeonato de conferencia para avanzar al Super Bowl. El 7 de febrero de 2016 Hillman fue parte de los Broncos que ganaron el Super Bowl 50. En el partido los Broncos vencieron a los Carolina Panthers por 24-10. Hillman tuvo cinco acarreos sin yardas en el Super Bowl 50, siendo el más largo de solo 3 yardas.
El 18 de abril de 2016 Hillman renovó con los Broncos el contrato por un año y $2 millones. El 3 de septiembre de 2016 Hillman fue dejado en libertad por los Broncos. El 2 de septiembre de 2016 Hillman fue contratado por los Minnesota Vikings por la lesión de Adrian Peterson en la semana 2. Fue cortado por los Vikings el 21 de noviembre de 2016.
El 22 de noviembre de 2016 Hillman fue reclamado de waivers por los San Diego Chargers, equipo con el que solo jugó tres partidos, uno como titular. El 27 de julio de 2017 Hillman fue contratado por los Dallas Cowboys. El 2 de septiembre de 2017 Hillman fue cortado por los Cowboys.

### Enfermedad y muerte
Hillman recibió un diagnóstico de carcinoma medular renal, una forma de cáncer de riñón, en agosto de 2022. El tratamiento falló, y en diciembre de 2022 ingresó en el Hospicio de Estados Unidos para el cáncer y la neumonía. Murió el 21 de diciembre de 2022, a los 31 años.